# Phố Hàng Đồng

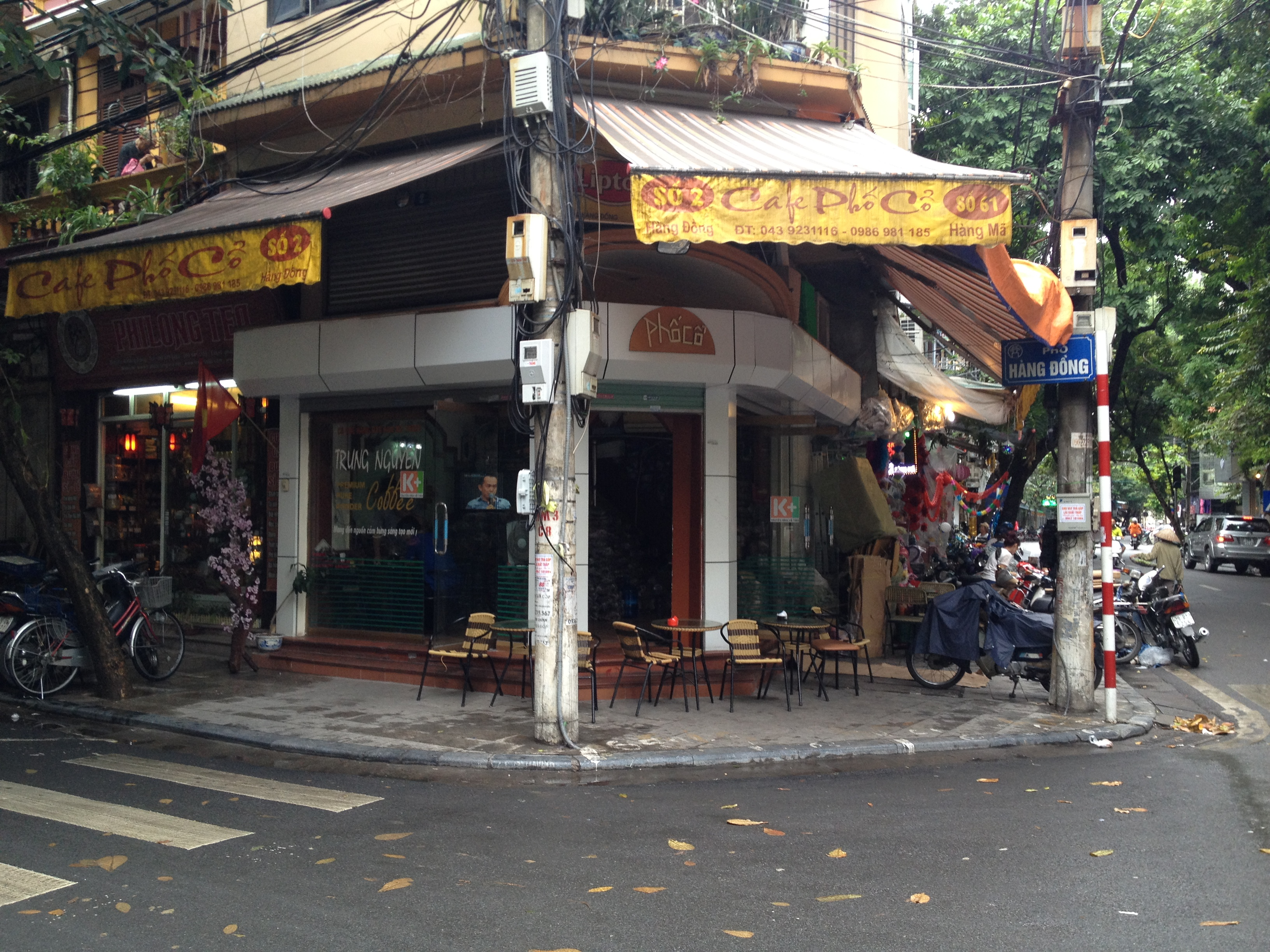
Phố Hàng Đồng, Hà Nội

Phố Hàng Đồng (行銅) nằm trong khu vực phố cổ Hà Nội. Thời kì thuộc Pháp vào cuối thế kỉ XIX, hai phố Hàng Đồng và Bát Sứ thuộc một phố, có tên là Rue des Tasses (phố Hàng Chén). Từ xua đến nay, người dân phố Hàng Đồng chuyên làm nghề sản xuất và buôn bán đồ dùng được gia công từ nguyên liệu đồng.

## Vị trí
Phố Hàng Đồng hiện nay thuộc phường Hàng Bồ, quận Hoàn Kiếm, thành phố Hà Nội. Phố dài khoảng 0,13 km theo hướng Đông Bắc - Tây Nam. Đầu phố phía Đông Bắc là ngã tư giao với các phố Hàng Rươi và Hàng Mã. Đầu phố phía Tây Nam là ngã tư giao với các phố Hàng Vải, Bát Sứ và Lãn Ông.
Phố nằm ở vị trí cách Hồ Hoàn Kiếm 0,7 km về phía Tây Nam và cách chợ Đồng Xuân 0,3 km về phía Tây Bắc.

## Lịch sử
Phố Hàng Đồng trước kia thuộc thôn Yên Phú, tổng Tiên Túc, huyện Thọ Xương..

## Ngành nghề truyền thống
Phố Hàng đồng là một nơi duy nhất cung cấp mâm, soong, nồi, chảo được gia công bằng vật liệu đồng cho cả kinh thành Thăng Long. Từ những vật dụng thông thường đó, sau này những người thợ gò đã cải tiến, làm ra cả những mâm giả cổ, quả cầu, đĩa mỹ nghệ bằng đồng để dùng trang trí... Ngoài ra người dân ở đây còn kinh doanh những mặt hàng là đồng đúc như hạc, đỉnh, lư hương, bát hương, lọ hoa được thu mua lại từ các làng nghề Hè Nôm (Hưng Yên), Ngũ Xá (Hà Nội).